# 陈白希
陈白希（1931年—），男，汉族，广东化州人，中华人民共和国兽医学家、政治人物，华南农业大学教授。第八届全国政协委员。